# Championnats d'Asie de cyclisme sur piste 2017
Navigation
Championnats d'Asie 2016 Championnats d'Asie 2018
Les Championnats d'Asie de cyclisme sur piste 2017 ont lieu du 6 au 10 février 2017 à New Delhi en Inde, au sein de l'Indira Gandhi Stadium.
En même temps que les 37e championnats d'Asie sur piste élites, ont lieu les 24e championnats d'Asie sur piste juniors (moins de 19 ans) et les 6e championnats d'Asie sur piste paracyclistes.
L'Inde organise les championnats pour la quatrième fois.
Jusqu'en 2016, les championnats d'Asie de cyclisme sur route et sur piste sont organisés ensemble. À partir de 2017, ils ont lieu séparément. La décision d'autoriser des villes hôtes distinctes pour chaque discipline a été prise au congrès de la Confédération asiatique de cyclisme de janvier à Tokyo, après les championnats de 2016 au Japon. L'objectif est de permettre aux petits pays asiatiques qui ne disposent pas de vélodrome de pouvoir postuler à l'organisation des épreuves sur route.

## Résultats des championnats

### Épreuves masculines
| Épreuves               | Or                                              | Argent                                                             | Bronze                                                                |
| ---------------------- | ----------------------------------------------- | ------------------------------------------------------------------ | --------------------------------------------------------------------- |
| Kilomètre              | Mohammad Daneshvar                              | Hsiao Shih-hsin                                                    | Na Jung-gyu                                                           |
| Keirin                 | Yūta Wakimoto                                   | Kazunari Watanabe                                                  | Muhammad Shah Firdaus Sahrom                                          |
| Vitesse individuelle   | Azizulhasni Awang                               | Tomoyuki Kawabata                                                  | Yuta Wakimoto                                                         |
| Vitesse par équipes    | Chine Gao Jianwei Li Jianxin Luo Yongjia        | Iran Hassan Ali Varposhti Ali Aliaskari Mohammad Daneshvar         | Japon Kazunari Watanabe Kazuki Amagai Tomoyuki Kawabata               |
| Poursuite individuelle | Park Sang-hoon                                  | Artyom Zakharov                                                    | Li Wen-chao                                                           |
| Poursuite par équipes  | Chine Yuan Zhong Fan Yang Qin Chenlu Xue Saifei | Corée du Sud Min Kyeong-ho Park Sang-hoon Kim Ok-cheol Im Jae-yeon | Japon Takuto Kurabayashi Ryo Chikatani Minori Shimmura Hiroaki Harada |
| Course aux points      | Takuto Kurabayashi                              | Chen Chien-chou                                                    | Yousif Mirza                                                          |
| Scratch                | Leung Chun Wing                                 | Mohammad Rajablou                                                  | Robert Gaineyev                                                       |
| Américaine             | Corée du Sud Park Sang-hoon Im Jae-yeon         | Kazakhstan Sultanmurat Miraliyev Artyom Zakharov                   | Japon Taisei Kobayashi Minori Shimmura                                |
| Omnium                 | Sultanmurat Miraliyev                           | Leung Chun Wing                                                    | Kim Ok-cheol                                                          |

### Épreuves féminines

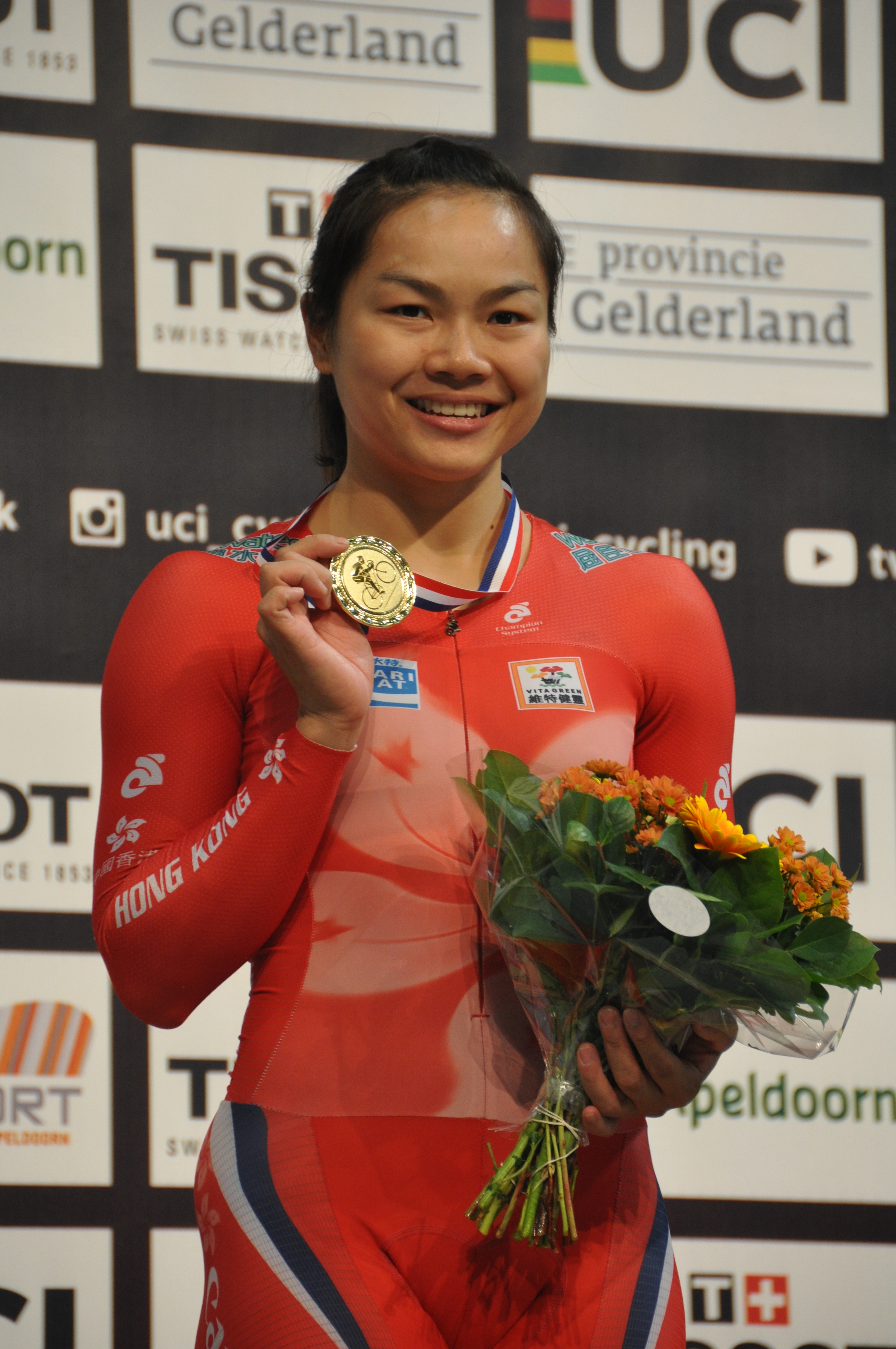
Avec quatre médailles, Lee Wai-sze de Hong Kong (ici en 2016), est l'athlète le plus titrée des championnats

| Épreuves               | Or                                                                       | Argent                                                    | Bronze                                                   |
| ---------------------- | ------------------------------------------------------------------------ | --------------------------------------------------------- | -------------------------------------------------------- |
| 500 mètres             | Lee Wai-sze                                                              | Cho Sun-young                                             | Li Xue Mei                                               |
| Keirin                 | Lee Wai-sze                                                              | Lee Hyejin                                                | Kayono Maeda                                             |
| Vitesse individuelle   | Lee Wai-sze                                                              | Kim Won-Gyeong                                            | Lee Hyejin                                               |
| Vitesse par équipes    | Corée du Sud Kim Won-Gyeong Lee Hyejin                                   | Hong Kong Lee Wai-sze Ma Wing-yu                          | Japon Kayono Maeda Riyu Ohta                             |
| Poursuite individuelle | Lee Ju-mi                                                                | Yumi Kajihara                                             | Huang Dong Yan                                           |
| Poursuite par équipes  | Chine Huang Dong Yan Chen Qiao Ling Chen Si Yu Luo Xiao Ling Yang Jinsik | Hong Kong Yang Qianyu Pang Yao Leung Bo Yee Diao Xiaojuan | Corée du Sud Lee Ju-mi Son Eunju Kang Hyunkyun Kim Youri |
| Course aux points      | Yumi Kajihara                                                            | Huang Li                                                  | Kim Youri                                                |
| Scratch                | Huang Li                                                                 | Kang Hyun-kyung                                           | Diao Xiao Juan                                           |
| Américaine             | Hong Kong Pang Yao Meng Zhaojuan                                         | Corée du Sud Son Eun-ju Kang Hyun-kyung                   | Japon Kie Furuyama Yumi Kajihara                         |
| Omnium                 | Yumi Kajihara                                                            | Luo Xiaoling                                              | Meng Zhaojuan                                            |

## Tableau des médailles
Les compétitions espoirs et juniors ne sont pas comptabilisées au tableau des médailles.
| Rang  | Nation              | Or | Argent | Bronze | Total |
| ----- | ------------------- | -- | ------ | ------ | ----- |
| 1     | Hong Kong           | 5  | 3      | 2      | 10    |
| 2     | Corée du Sud        | 4  | 6      | 5      | 15    |
| 3     | Japon               | 4  | 3      | 7      | 14    |
| 4     | Chine               | 4  | 2      | 2      | 8     |
| 5     | Kazakhstan          | 1  | 2      | 1      | 4     |
| 6     | Iran                | 1  | 2      | 0      | 3     |
| 7     | Malaisie            | 1  | 0      | 1      | 2     |
| 8     | Taipei chinois      | 0  | 2      | 1      | 3     |
| 9     | Émirats arabes unis | 0  | 0      | 1      | 1     |
| Total | Total               | 20 | 20     | 20     | 60    |